# Jesenov Vrt
Jesenov Vrt je naselje v Občini Kostel.